# Meoneura acuticera
Meoneura acuticera är en tvåvingeart som beskrevs av František Gregor Jr 1973. Meoneura acuticera ingår i släktet Meoneura och familjen kadaverflugor. Inga underarter finns listade i Catalogue of Life.